# 横田葵子
横田 葵子（よこた きこ、1997年5月11日 - ）は、東京都出身の新体操選手。2016年リオデジャネイロオリンピック新体操団体日本代表。国士館大学在学中。

## 経歴
6歳から新体操を始めた。昭和学院高校在学中の2013年、フェアリージャパンオーディション候補生となり、2014年正式に新体操日本ナショナル選抜団体チーム入りを果たした。
2015年世界新体操選手権リボン団体で日本代表としては40年ぶりとなる銅メダルを獲得。2016年リオデジャネイロオリンピックに出場。

## 主な試合結果
- 2015年世界新体操選手権　5リボン 銅メダル
- 2017年 9月4日 - 世界新体操選手権
  - フープ 銅メダル  [リンク切れ][リンク切れ]
  - ロープ＆ボール 銀メダル